# 정소희 (KBS 성우)
정소희는 대한민국의 성우이다. 1997년 KBS에 입사했으며, 현재는 KBS 26기이다. 한국방송 성우극회 소속.
문화방송 성우극회 1기 故 정소희와는 동명이인.

## 주요 출연작품
- KBS 무대 바로 어제 같은 날들(1999년 10월 17일)
- KBS 무대 봄이 가기 전에(2008년 6월 14일)